# Мегрегское сельское поселение
Ме́грегское сельское поселение — муниципальное образование в составе Олонецкого национального района Республики Карелия Российской Федерации. 
Административный центр — деревня Мегрега.

## Географическое положение
Находится на юге Олонецкого района. По территории поселения протекает река Обжанка. Западная граница поселения омывается Ладожским озером
По территории поселения проходит железная дорога.

## Население
| 2009 | 2010  | 2012  | 2013  | 2014  | 2015 | 2016  |
| ---- | ----- | ----- | ----- | ----- | ---- | ----- |
| 1220 | ↘1061 | ↘1034 | ↘1011 | ↗1017 | ↘998 | ↗1007 |
| 2017 | 2018  | 2019  | 2020  | 2021  | 2023 |       |
| ↘971 | ↘964  | ↘959  | ↘949  | ↘942  | ↘925 |       |

## Населённые пункты
В сельское поселение входят 8 населённых пунктов:
| № | Населённый пункт | Тип населённого пункта          | Население |
| - | ---------------- | ------------------------------- | --------- |
| 1 | Габановский Маяк | деревня                         | →2        |
| 2 | Инема            | деревня                         | →1        |
| 3 | Мегрега          | деревня, административный центр | ↘664      |
| 4 | Обжа             | деревня                         | ↗36       |
| 5 | Онькулица        | деревня                         | ↘64       |
| 6 | Самбатукса       | деревня                         | ↘26       |
| 7 | Сармяги          | деревня                         | ↘7        |
| 8 | Юргелица         | деревня                         | ↘211      |